# تطهير الفحم المنشط
تطهير الفحم المنشط، والمعروف أيضًا باسم إزالة السموم باستخدام الفحم هو استخدام علمي زائف لتدخل طبي مثبت. الفحم المنشط متاح على شكل مسحوق، أو قرص، أو بشكل سائل. يدعي أنصاره أن استخدام الفحم المنشط على أساس منتظم سيؤدي إلى إزالة السموم من الجسم وتنظيفه بالإضافة إلى تعزيز طاقة المرء وتفتيح البشرة. تنتهك هذه الادعاءات المبادئ الأساسية للكيمياء وعلم وظائف الأعضاء. لا يوجد دليل طبي على أي فوائد صحية للتطهير أو إزالة السموم عن طريق الفحم المنشط أو أي طريقة أخرى. عند تناول الفحم، يمتص الفيتامينات والعناصر الغذائية بالإضافة إلى الأدوية الموصوفة الموجودة في الجهاز الهضمي التي يمكن أن تجعل استخدامه خطرًا ما لم يوجهه الطبيب.

## خلفية

### التطبيقات الإنتاجية والصناعية
يُنتج الفحم المنشط، والمعروف أيضًا باسم الكربون المنشط بشكل شائع من مواد ذات مصدر عالي للكربون مثل الخشب أو قشر جوز الهند. تُصنع عن طريق معالجة المادة المصدر إما بمزيج من الحرارة والضغط، أو باستخدام حمض أو قاعدة قوية متبوعة بالكربنة لجعلها مسامية للغاية. يمنحها هذا مساحة كبيرة جدًا لحجمها يصل إلى 3000 متر مربع للجرام. لديها عدد كبير من الاستخدامات الصناعية بما في ذلك تخزين الميثان والهيدروجين، وتنقية الهواء، وإزالة الكافيين، وتنقية الذهب، واستخراج المعادن، وتنقية المياه، والأدوية، ومعالجة مياه الصرف الصحي وفلاتر الهواء في أقنعة الغاز وأجهزة التنفس. 

### الاستخدام الطبي
يستخدم الفحم المنشط من أجل إزالة السموم من الناس، ولكن فقط في حالات الطوارئ الطبية التي تهدد الحياة مثل الجرعات الزائدة أو التسمم. ولأنه لا يمكن هضمه، فإنه سيعمل فقط على السموم أو الأدوية التي ما تزال موجودة في المعدة والأمعاء. بمجرد أن يمتصها الجسم، لن يتمكن الفحم من امتصاصها، لذلك يكون التدخل المبكر مرغوبًا. لا يعد الفحم علاجًا فعالًا للتسمم الكحولي أو التسمم بالمعادن أو السموم الأولية مثل الليثيوم أو الزرنيخ لأن امتصاصه للمواد يكون جزئيًا فقط. عادة ما يُعطى بواسطة أنبوب أنفي معدي في المعدة إذ من الصعب جدًا ابتلاع الردغة (الروبة) السميكة المطلوبة للحصول على أقصى قدر من الامتزاز.